# Малые Кулики
Малые Кулики — село в Моршанском районе Тамбовской области России. Административный центр Куликовского сельсовета.

## География
Село находится на берегу реки Разазовка и её притока Исорок, на расстоянии 17 км к западу от города Моршанск, административного центра района, и 82 км к северу от города Тамбов, административного центра области.

### Часовой пояс
Село Малые Кулики, как и вся Тамбовская область, находится в часовой зоне МСК (московское время). Смещение применяемого времени относительно UTC составляет +3:00.

## Население
| 2002 | 2010 |
| ---- | ---- |
| 520  | ↘424 |

### Национальный состав
Согласно результатам переписи 2002 года, в национальной структуре населения русские составляли 98 % из 520 чел.